# Mike Evans (Footballspieler, 1993)
Michael Lynn Evans III (* 21. August 1993 in Galveston, Texas) ist ein US-amerikanischer American-Football-Spieler in der National Football League (NFL). Er spielt für die Tampa Bay Buccaneers als Wide Receiver. Mit den Buccaneers gewann er den Super Bowl LV.

## College
Evans besuchte die Texas A&M University und spielte für deren Mannschaft, die Aggies, erfolgreich College Football, wobei er in 26 Partien 17 Touchdowns erzielte.

## NFL
Evans wurde im NFL Draft 2014 in der ersten Runde als siebter Spieler von den Tampa Bay Buccaneers ausgewählt und erhielt gleich einen Vierjahresvertrag in der Höhe von 14,6 Millionen US-Dollar. Er konnte sich sofort etablieren und bereits in seiner Rookiesaison Pässe für mehr als 1.000 Yards Raumgewinn fangen. Die gelang ihm auch in den folgenden beiden Spielzeiten.
In der Saison 2016 blieb er vor dem Spiel gegen die Chicago Bears während der Nationalhymne der Vereinigten Staaten sitzen, um gegen die Wahl von Donald Trump zu demonstrieren. Er wollte dieses Verhalten, das im Zusammenhang mit den Protesten gegen Rassismus in der National Football League stand, ursprünglich zu Beginn jeder weiteren Partie beibehalten, nahm davon aber Abstand und entschuldigte sich öffentlich, nachdem Veteranen sich durch sein Verhalten beleidigt fühlten. Im selben Jahr wurde er erstmals in den Pro Bowl berufen.
Am 17. April 2017 zogen die Buccaneers die Option für ein fünftes Vertragsjahr. Wegen des Hurrikans Irma wurde das erste Saisonspiel der Buccaneers gegen die Miami Dolphins verschoben. Im nun ersten Spiel der Saison gegen die Chicago Bears gelangen Evans sieben Passfänge für 93 Yards und ein Touchdown beim 29:7-Sieg. In Woche 9 gegen die New Orleans Saints wurde er aufgrund eines persönlichen Fouls gegen Marshon Lattimore für ein Spiel gesperrt. Im letzten Spiel der regulären Saison gegen die New Orleans Saints konnte Evans Pässe für 55 Yards fangen. Damit hatte er auch in seiner vierten Saison die 1.000-Yard-Marke durchbrochen. Dies gelang vorher nur Randy Moss und AJ Green.
Anfang März des Jahres 2018 unterschrieb Evans einen Vertrag über fünf Jahre, welcher mit 82,5 Mio. Dollar dotiert ist. 55 Mio. davon sind garantiert.
In der Saison 2020 gewann Evans mit den Buccaneers den Super Bowl LV gegen die Kansas City Chiefs.
In der Spielzeit 2023 erreichte Evans in seiner zehnten NFL-Saison das zehnte Mal die 1000-Yards-Marke. Dies gelang häufiger in Folge nur Jerry Rice (von 1986 bis 1996 elfmal). Zudem sind seine zehn Saisons mit über 1000 Yards geteilt mit Randy Moss die zweitmeisten in der NFL (auch hier hinter Jerry Rice mit 14 Saisons über 1000 Yards).
Am 4. März 2024 einigte Evans sich kurz vor Ablauf seines Vertrags mit den Buccaneers auf eine Vertragsverlängerung um zwei Jahre im Wert von 52 Millionen US-Dollar, davon 35 Millionen garantiert.
Im letzten Spiel der Saison 2024 gegen die New Orleans Saints gelang Evans 36 Sekunden vor Schluss der finale Catch über neun Yards, mit dem er zum elften Mal in Folge die 1000-Yards-Marke übertraf. Damit egalisierte er nicht nur die Leistung von Jerry Rice (siehe oben); gleichzeitig brachte ihm das einen Gehaltsbonus von 3 Millionen US-Dollar ein. Der wenige Sekunden später feststehende 27:16-Sieg über die Saints, zu dem Evans insgesamt neun Passfänge über 89 Yards beigetragen hatte, bedeutete für sein Team die Teilnahme an den Play-offs.

## NFL-Statistiken
| 2014                               | TB    | 15  | 15  | 68  | 1.051  | 15,5 | 56 | 12  | 0 | 0 |
| 2015                               | TB    | 15  | 14  | 74  | 1.206  | 16,3 | 68 | 3   | 1 | 1 |
| 2016                               | TB    | 16  | 16  | 96  | 1.321  | 13,8 | 45 | 12  | 0 | 0 |
| 2017                               | TB    | 15  | 15  | 71  | 1.001  | 14,1 | 42 | 5   | 1 | 0 |
| 2018                               | TB    | 16  | 16  | 86  | 1.524  | 17,7 | 72 | 8   | 2 | 1 |
| 2019                               | TB    | 13  | 13  | 67  | 1.157  | 17,3 | 67 | 8   | 0 | 0 |
| 2020                               | TB    | 16  | 16  | 70  | 1.006  | 14,4 | 50 | 13  | 0 | 0 |
| 2021                               | TB    | 16  | 16  | 74  | 1.035  | 14,0 | 46 | 14  | 0 | 0 |
| 2022                               | TB    | 15  | 15  | 77  | 1.124  | 14,6 | 63 | 6   | 0 | 0 |
| 2023                               | TB    | 17  | 17  | 79  | 1.255  | 15,9 | 75 | 13  | 0 | 0 |
| 2024                               | TB    | 14  | 14  | 74  | 1.004  | 13,6 | 57 | 11  | 0 | 0 |
| Total                              | Total | 168 | 167 | 836 | 12.684 | 15,2 | 75 | 105 | 4 | 2 |
| Quelle: pro-football-reference.com |       |     |     |     |        |      |    |     |   |   |